# Far Eastern Economic Review
Far Eastern Economic Review (遠東經濟評論), określany też w skrócie jako FEER lub The Review (Dalekowschodni przegląd ekonomiczny) – anglojęzyczny magazyn informacyjny.

## Historia
Od 1946 wydawany początkowo w Szanghaju jako biuletyn żeglugowo-ekonomiczny pt. Finance and Commerce, następnie przeniesiony do Hongkongu. Właścicielami byli: grupy finansowe Kadoories i Jardines oraz Hong Kong Bank, od 1972 The South China Morning Post, od 1986 Dow Jones, od 2007 News Corp. Ruperta Murdocha. Ostatnie wydanie ukazało się w grudniu 2009. Magazyn był pierwotnie publikowany co tydzień. Ze względu na trudności finansowe, w grudniu 2004 pismo zostało przekształcone w miesięcznik i jednocześnie zmieniając szatę graficzną. Większość artykułów była pisana przez freelancerów posiadających doświadczenie w danej dziedzinie, np. ekonomistów, polityków, socjologów.
FEER zajmował się polityką, handlem, ekonomią, technologią, kwestiami społecznymi i kulturowymi w całej Azji, koncentrując się na Azji Południowo-Wschodniej i ChRL w szczególności. Był doceniany za obiektywizm i rzetelność swoich opracowań. Dla wielu tzw. obserwatorów Chin (China watchers) był podstawowym źródłem informacji o tym kraju.

## Siedziba
Mieściła się w Centre Point, 181-185 Gloucester Rd (1989), i w Citicorp Centre, 18 Whitfield Rd, Causeway Bay (2001).

## Wydawane publikacje
- rocznik Far Eastern Economic Review Yearbook, 1960–1972[8]
- rocznik Asia Yearbook, 1973–2002[9]
- przewodnik FEER All Asia Guide (np. w 1991).